# Oblate di Cristo Re
Le Oblate di Cristo Re sono un istituto secolare femminile di diritto pontificio.

## Storia

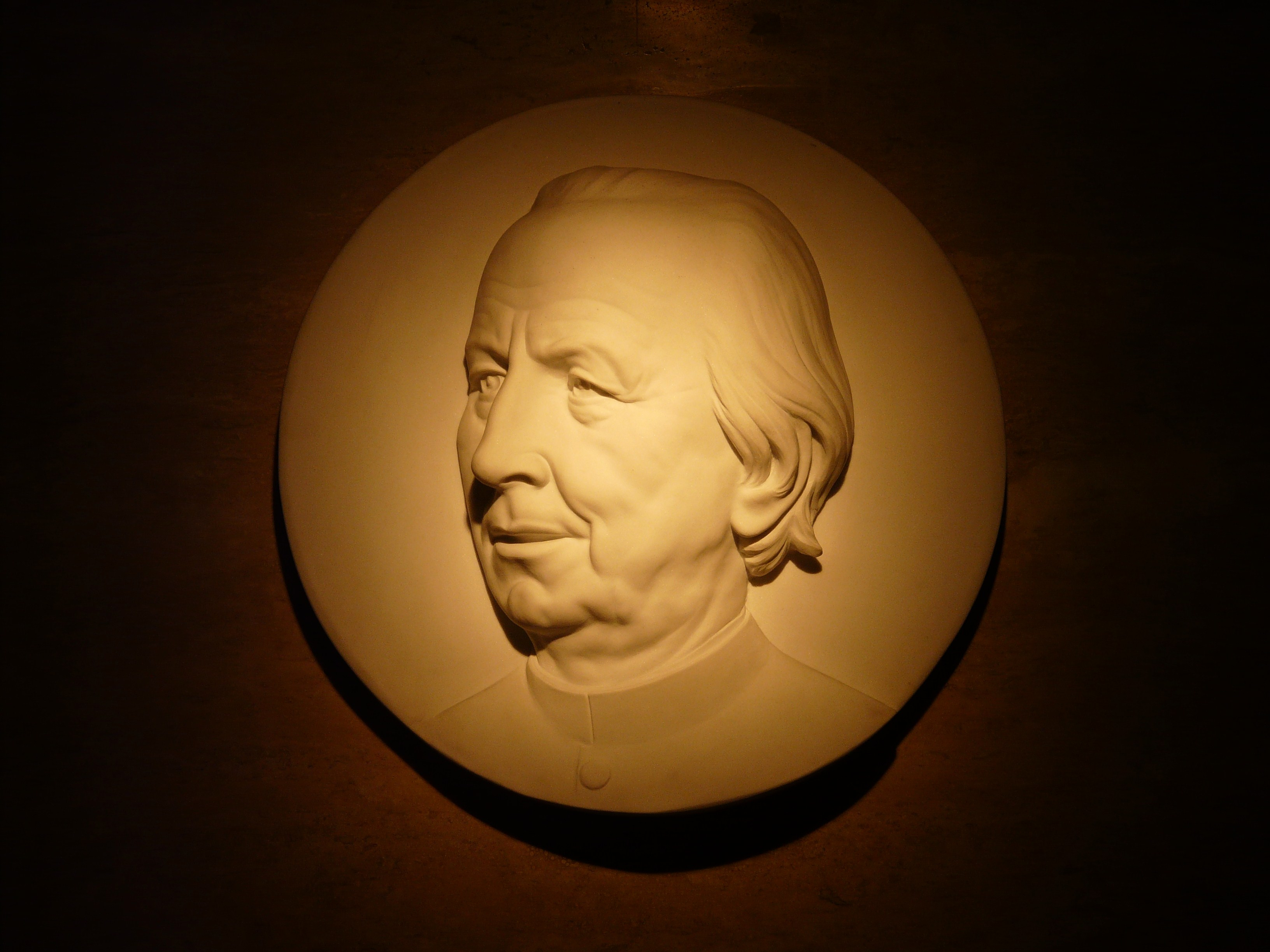
Enrico Mauri, fondatore dell'istituto

L'istituto fu fondato dal sacerdote Enrico Mauri: membro degli oblati dei Santi Ambrogio e Carlo, mentre era coadiutore della parrocchia di San Gregorio a Milano, nel 1917 organizzò l'Associazione di madri e vedove dei caduti in guerra che, sostenuta da papa Benedetto XV, si diffuse rapidamente in tutta Italia.
Con l'avvento del regime fascista, l'associazione fu soppressa e le sue funzioni furono assorbite da un'organizzazione governativa; Mauri, trasferitosi a Sestri Levante, nel 1922 fondò l'Opera "Madonnina del Grappa" per la cura degli orfani di guerra.
Attorno a Mauri si raccolse una comunità di vedove, nubili e spose che, su suggerimento di papa Pio XI, presero il nome di "Figlie di Santa Francesca Romana" (in onore di Francesca Romana, che aveva vissuto la santità prima come vergine, poi come moglie e infine come vedova): dedita all'apostolato e all'adorazione eucaristica, la comunità fu approvata come pia unione da Giovanni Costantini, vescovo della Spezia, nel 1941.
Dopo la pubblicazione della costituzione Provida Mater Ecclesia, il 25 ottobre 1959 la pia unione fu eretta da Francesco Marchesani, vescovo di Chiavari, in istituto secolare di diritto diocesano con il nome di Oblate di Cristo Re. L'istituto ricevette il pontificio decreto di lode il 24 maggio 1966.
Tra le altre opere di apostolato promosse dall'istituto, spiccano il "Centro di apostolato ascetico", sorto nel 1954 per l'organizzazione di esercizi spirituali e convegni di studio, e il "Movimento di fraternità spirituale tra vedove", le cui origini risalgono al 1917.

## Diffusione
L'istituto è diffuso essenzialmente in Italia.
La sede principale è presso l'Opera "Madonnina del Grappa" a Sestri Levante.
Nel 1973 l'istituto contava 676 membri.